# Powiat Zdziar nad Sazawą
Powiat Zdziar nad Sazawą (cz. Okres Žďár nad Sázavou) – powiat w Czechach, w kraju Wysoczyna.
Jego siedziba znajduje się w mieście Zdziar nad Sazawą. Powierzchnia powiatu wynosi 1 671,84 km², zamieszkuje go 124 886 osób (gęstość zaludnienia wynosi 74,74 mieszkańców na 1 km²). Powiat ten liczy 195 miejscowości, w tym 6 miast.
Od 1 stycznia 2003 powiaty nie są już jednostką podziału administracyjnego Czech. Podział na powiaty zachowały jednak sądy, policja i niektóre inne urzędy państwowe. Został on również zachowany dla celów statystycznych.

## Struktura powierzchni
Według danych z 31 grudnia 2003 powiat ma obszar 1 671,84 km², w tym:
- użytki rolne – 55,95%, w tym 71,67% gruntów ornych
- inne – 44,05%, w tym 78,56% lasów
- liczba gospodarstw rolnych: 2035

## Demografia
Dane z 31 grudnia 2003:
| Opis        | Ogółem  | Kobiety       | Mężczyźni     |
| ----------- | ------- | ------------- | ------------- |
| populacja   | 124 886 | 62 871 50,34% | 62 015 49,66% |
| średni wiek | 37,5    | 39,53         | 36,9          |

- gęstość zaludnienia: 74,74 mieszk./km²
- 49,4% ludności powiatu mieszka w miastach.

## Zatrudnienie
| Mieszkańcy ze stałym zatrudnieniem | 29 488       |
| Średnia pensja miesięczna          | 14 072 koron |
| Bezrobotni                         | 5 285        |
| Stopa bezrobocia                   | 8,86%        |

## Szkolnictwo
W powiecie Zdziar nad Sazawą działają:
| Rodzaj szkoły                   | Liczba szkół |
| ------------------------------- | ------------ |
| Przedszkola                     | 81           |
| Szkoły podstawowe               | 78           |
| Gimnazja                        | 5            |
| Szkoły średnie techniczne       | 7            |
| Szkoły średnie ogólnokształcące | 8            |
| Szkoły wyższe                   | 3            |

## Służba zdrowia
| Lekarze                               | 376 |
| Szpitale                              | 2   |
| Specjalistyczne ośrodki terapeutyczne | 3   |
| Gabinety dentystyczne                 | 55  |
| Apteki                                | 18  |